# Петербургское театральное училище
Импера́торское петербу́ргское Театра́льное учи́лище (в XVIII веке Импера́торская театра́льная шко́ла) — старейшее в России учебное заведение-интернат Санкт-Петербурга, готовившее детей к работе в придворных театрах — в первую очередь, артистов балета, оперы и драмы. С 1779 года находилось в ведении Дирекции императорских театров (с 1842 года одновременно управлявшей и московскими театрами вместе с Московским театральным училищем). С конца 1830-х годов располагалось на Театральной улице (с 1923 года — Улица Зодчего Росси). После революции 1917 года было реорганизовано путём разделения балета и драмы и ликвидации всех остальных отделений.

## История
Датой основания первой в Российской Империи Танцевальной школы можно считать 4 мая 1738 года. Этому много способствовал живший при дворе Анны Иоанновны с начала 1730-х годов французский балетмейстер Жан-Батист Ланде. Созданная и руководимая им «Танцо́вальная Ея Императорского Величества школа» первоначально находилась в Старом Зимнем дворце, значительно расширенном в 1726—27 годах архитектором Трезини. Образование в ней могли  получать дети всех сословий и христианских вероисповеданий, родители которых имели русское подданство. Школа не входила в общий состав учебных заведений, имевшихся на тот момент и состояла в ведении Министерства Императорского двора. В воспитанниках числились всего 12 детей – сыновья и дочери дворцовых служащих простого происхождения, обучение длилось в течение трёх лет и было бесплатным. Среди первых выпускников 1741 года были Тимофей Бубликов, Аксинья Сергеева, Авдотья Стрельникова, Афанасий Топорков, пополнившие придворную труппу. Со временем некоторые из них также становились педагогами.
В 1742 году Танцевальная школа Ланде приняла участие в коронационных празднествах Елизаветы Петровны в Москве. Балетные представления того времени, кроме танца и пантомимы, включали в себя сценическую речь и пение, жанры ещё не были дифференцированы и представляли собой единое театрально-сценическое действие.
В царствование Екатерины II балет был в большой моде, в 1775 году она начала постройку Большого (Каменного) театра и учредила Дирекцию императорских театров. В 1779 году на основе Танцевальной школы была создана Театральная школа. Находясь в ведении Дирекции императорских театров, школа имела более значимый статус. Новое учреждение не было похожим ни на одно из ранее существовавших, благодаря ему появилась возможность самостоятельного развития отечественного сценического искусства и отдельных видов: драматического, балетного, оперного и музыкального/инструментального.
 В 1809 году был разработан Устав школы, регламентировавший правила приёма, организацию и программу обучения. Количество мест для поступления в училище изменялось, но, в то же время, было строго регламентированным. В Уставе оговаривался возраст поступающих: для балетного отделения он был установлен с 8–9 до 11 лет, а для драматических курсов и оперного отделения — с 16 лет.

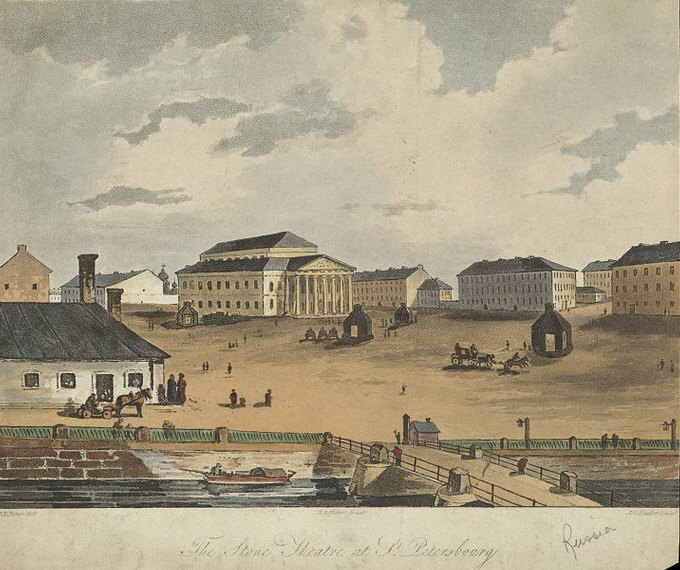
Большой театр в начале XIX века

В 1783 году по окончании строительства Большого театра Театральную школу перевели туда же, на Театральную площадь — на прежнем месте разворачивалось строительство Эрмитажного театра.
С 1794 года в школе, параллельно с постановочной работой в театре, преподавал Иван Вальберх, подготовивший труппу к приезду балетмейстера Шарля Дидло. Дидло преподавал в школе около 20 лет, и за это время сумел добиться того, чтобы русский балет стал частью европейского.
В середине 1810-х годов школа находилась в казённом (принадлежавшем государству) доме на Екатерининском канале, другим фасадом на Офицерскую улицу. Здание находилось неподалёку от театра и близ доходного дома Г. Голлидея (современный адрес Канал Грибоедова, дом № 97), в котором находились театральная контора и квартиры сотрудников и артистов (многие из которых были родителями учащихся). В этот период в школе было 120 воспитанников, общежитие мальчиков находилось на 2-м этаже, девочек — на 3-м; обедали, репетировали и выступали дети вместе. Инспектором учебного заведения был актёр Рахманов.
В 1829 году Театральная школа была преобразована в Императорское петербургское Театральное училище и разделена на мужскую и женскую половины и на балетный и оперно-драматический разряды. Главное внимание уделялось подготовке артистов балета. Принятые в училище дети до окончания обучения брались на полное казённое обеспечение. Учащиеся, проявившие недостаточно способностей к овладению профессией артиста балета, переводились на драматическое либо оперное отделения; если же для этого было недостаточно способностей, то им давали другую востребованную в театре профессию — бутафора, машиниста сцены и т. п.
С 1836 года Училище располагается на Театральной улице (с 1923 года — Улица Зодчего Росси) в доме № 2, специально переданном в том же году императором Николаем I Дирекции императорских театров.
Начиная с 1862 года подготовка артистов оперы и музыкантов постепенно переходит в ведение открывшейся Консерватории.
 Многие деятели театра — В. П. Петров в 1863, E. И. Воронов в 1867, А. H. Островский в 1881—82 годах — неоднократно выступали с требованиями самостоятельности драматических классов и обновления системы преподавания в училище. В 1888 году на основе драматических классов были созданы Драматические курсы, входившие в состав Петербургского театрального училища как драматическое отделение.
После революции 1917 года решением народного комиссариата просвещения РСФСР Петербургское театральное училище было реорганизовано, его поделили на два учебных заведения, ныне:
- Академия русского балета имени А. Я. Вагановой (занимается подготовкой артистов балета);
- Российский государственный институт сценических искусств (занимается подготовкой драматических артистов).